# Murina huttoni
Murina huttoni é uma espécie de morcego da família Vespertilionidae. Pode ser encontrada no Paquistão, Índia, Nepal, China, Mianmar, Tailândia, Laos, Vietnã, Camboja e Malásia.